# Tanant
Tanant  (in arabo تنانت‎?) è un centro abitato e comune rurale del Marocco situato nella provincia di Azilal, regione di Béni Mellal-Khénifra. Conta una popolazione di 10 706 abitanti (censimento 2014).